# Phlebia donkii
Phlebia donkii är en svampart som beskrevs av Bourdot 1930. Phlebia donkii ingår i släktet Phlebia och familjen Meruliaceae.   Inga underarter finns listade i Catalogue of Life.